# Janina Anna Sokołowska
Janina Anna Sokołowska, de domo Hadziacka, pseud. „Babcia” (ur. 5 maja?/17 maja 1878 w Żytomierzu, zm. prawdopodobnie 15 lutego 1945 w Ravensbrück) – nauczycielka szkół średnich, działaczka społeczna i konspiracyjna.

## Życiorys
Urodziła się 17 maja 1878 w Żytomierzu w polskiej rodzinie ziemiańskiej. Była jedynym dzieckiem Hipolita, właściciela majątku Sławów pod Żytomierzem, i Wilhelminy z Kruszewskich. Pobierała nauki w domu, a następnie ukończyła Wyższe Kursy dla Kobiet Baranieckiego w Krakowie. W roku akademickim 1901/1902 jako hospitantka studiowała na Wydziale Filozoficznym UJ, a w latach 1904–1906 w Studium Rolniczym tegoż uniwersytetu. W czasie studiów z prawosławia przeszła na katolicyzm. W latach 1913–1916 była przewodniczącą Koła Kobiet Polskich w Żytomierzu. Udzielała się w Komitecie Pomocy Ofiarom Wojny. W latach 1917–1919 była nauczycielką w żytomierskim Gimnazjum Macierzy Polskiej.
Po rewolucji październikowej, następnie śmierci aresztowanego męża (1920) i utracie majątku Sokołowska w 1922 przyjechała do Polski. Zamieszkała w Warszawie, gdzie działała w Kole Kresowiaków. Od lutego do listopada 1923 pracowała w Referacie Oświatowym Szpitala Ujazdowskiego, bez powodzenia próbowała prowadzić własny sklep. Po odbyciu kursu pedagogicznego w Cieszynie i po zdaniu egzaminu państwowego uzyskała prawo nauczania języka polskiego w szkołach średnich. W latach 1924–1928 była polonistką w szkołach kolejno w Miechowie i Nowym Sączu.
W czasie II wojny światowej, w październiku 1939, Sokołowska podjęła pracę w konspiracji. Działała w Służbie Zwycięstwu Polski, następnie w Związku Walki Zbrojnej i Armii Krajowej. Jej dom przy ulicy Szujskiego 10 był punktem kontaktowym dla kurierów udających się przez Słowację na Węgry. Pełniło też rolę składnicę pieniędzy przenoszonych z Węgier i przekazywanych przez Sokołowską do Komendy Okręgu ZWZAK w Krakowie oraz do Komendy Głównej w Warszawie. Było też punktem kontaktowym Inspektoratu Nowosądeckiego AK (Strumienie–Niwy) i czasowo kwaterą sztabu Inspektoratu. Przechowywano w nim prasę, a przejściowo było także siedzibą radiostacji.
Sokołowska działała również w tajnym nauczaniu oraz Akcji Pomocy Żydom „Żegota”. Dostarczała do getta m.in. leki i żywność. Przez jakiś czas ukrywała w swoim domu dwie Żydówki. Została aresztowana 17 października 1943. Po przesłuchaniu w miejscowej placówce Gestapo osadzono ją w więzieniu Montelupich w Krakowie.
2 czerwca 1944 wywieziono ją do obozu koncentracyjnego Ravensbrück. W obozie zatrudniona była w pończoszarni. Udzielała pomocy słabszym psychicznie i fizycznie więźniarkom. W styczniu 1945 zachorowała na czerwonkę i została zlikwidowana przy pomocy zastrzyku z fenolem. Według innej wersji wraz z grupą chorych kobiet poniosła śmierć w komorze gazowej w lutym 1945, przypuszczalnie 15 lutego.

## Odznaczenia
Została odznaczona Srebrnym Krzyżem Zasługi w 1937.
W 1989 otrzymała pośmiertnie medal Sprawiedliwy wśród Narodów Świata przyznawany przez Instytut Jad Waszem w Jerozolimie.

## Rodzina
Jej mężem był Kazimierz Sokołowski, syn żytomierskiego lekarza. Po jego śmierci (1920) Sokołowska sama wychowywała troje dzieci (pierwsza córka zmarła w niemowlęctwie): Zygmunta, inżyniera rolnika, Tadeusza, prawnika, który pod pseudonimem „Ogór” był kurierem do Budapesztu do początków maja 1940, a następnie żołnierzem 1 DP Grenadierów we Francji oraz Alinę, primo voto Russocką, secundo voto Skotnicką, działaczkę Polskiego Towarzystwa Higieny Psychicznej i pracownicę Akademii Medycznej w Krakowie. Jej wnukiem jest Aleksander Skotnicki, hematolog.